# Markowo (okręg miejski Czajkowskiego)
Markowo (ros. Марково) – wieś (dieriewnia) w Rosji, w Kraju Permskim, w okręgu miejskim Czajkowskiego. W 2010 liczyła 94 mieszkańców.